# Hesperonoe hwanghaiensis
Hesperonoe hwanghaiensis är en ringmaskart som beskrevs av Uschakov och Wu 1959. Hesperonoe hwanghaiensis ingår i släktet Hesperonoe och familjen Polynoidae. Inga underarter finns listade i Catalogue of Life.